# Wangcheng
Wangcheng är ett stadsdistrikt som lyder under Changshas stad på prefekturnivå i Hunan-provinsen i sydöstra Kina.